# لی سانگ-هون (بازیکن بسکتبال)
لی سانگ-هون (انگلیسی: Lee Sang-hun) بازیکن بسکتبال اهل کره جنوبی بود. وی در بازی‌های المپیک تابستانی ۱۹۴۸ شرکت کرده‌است.